# Гідроксид магнію
Гідрокси́д ма́гнію, ма́гній гідрокси́д — неорганічна сполука складу Mg(OH)2. Білі кристали, які погано розчиняються у воді. Сполука проявляє слабкі осно́вні властивості.
Застосовується як препарат для зниження кислотності шлункового соку та як антидот при отруєннях арсеном. Проміжна сполука у синтезі металевого магнію.

## Поширення у природі

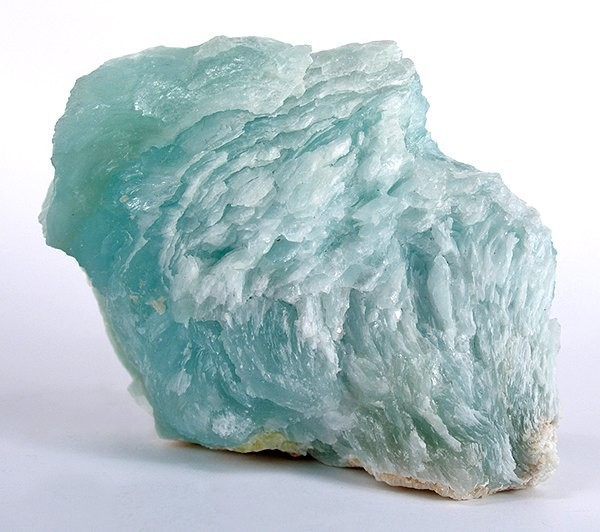
Мінерал брусит

Мінерали, до складу яких входить гідроксид магнію, є доволі малопоширеними. Серед таких мінералів найбільше значення має брусит. Окрім основної сполуки, Mg(OH)2, в ньому можуть знаходитися домішки MnO, FeO, Fe2O3. Брусит утворюється в результаті гідролізу розчинних у лугах природних сполук магнію.
Також Mg(OH)2 зустрічається у складі мінералу гідромагнезиту, який за складом наближений до суміші гідроксиду та карбонату магнію, — 4MgCO3·Mg(OH)2·2H2O.

## Фізичні властивості
Гідроксид магнію є білими кристалами, які погано розчиняються у воді й не проводять струм. Активно осушує повітря шляхом поглинання води і вуглекислого газу. Добре розчиняється в солях амонію. 

## Отримання
З огляду на малу поширеність гідроксиду магнію у мінеральних покладах, його добувають в інший спосіб. Для потреб промисловості Mg(OH)2 отримують преципітацією морської води та розсолів. Вперше добування гідроксиду з морської води застосували у 1865 році на узбережжі французького Середземномор'я. 
В лабораторних у мовах гідроксид магнію можна синтезувати спаленням металевого магнію у парі води:
{\displaystyle \mathrm {Mg+2H_{2}O{\xrightarrow {t}}Mg(OH)_{2}+H_{2}} }
Також застосовується осадження малорозчинного гідроксиду при взаємодії солей магнію з лугами і гідроксидом амонію.
{\displaystyle \mathrm {MgCl_{2}+2NaOH\rightarrow Mg(OH)_{2}+2NaCl\downarrow } }
{\displaystyle \mathrm {MgCl_{2}+2NH_{4}OH\rightarrow Mg(OH)_{2}\downarrow +2NH_{4}Cl} }
Однак, осадження за допомогою гідроксиду амонію відбувається неповністю через постійне зменшення іонів OH-.

## Хімічні властивості
Гідроксид магнію розкладається при нагріванні понад 350 °C вакуумі і при 800 °C — на повітрі:
{\displaystyle \mathrm {Mg(OH)_{2}{\xrightarrow {t}}MgO+H_{2}O} }
Сполука є слабкою основою, взаємодіє з кислотами, солями амонію та кислотними оксидами (активно поглинає з повітря вуглекислий газ):
{\displaystyle \mathrm {Mg(OH)_{2}+2HCl\rightarrow MgCl_{2}+2H_{2}O} }
{\displaystyle \mathrm {Mg(OH)_{2}+H_{2}SO_{4}\rightarrow MgSO_{4}+2H_{2}O} }
{\displaystyle \mathrm {Mg(OH)_{2}+2NH_{4}Cl\rightarrow MgCl_{2}+2NH_{3}+2H_{2}O} }
При нагріванні реагує з деякими неметалами, які в результаті утворюють відповідні гідриди:
{\displaystyle \mathrm {2Mg(OH)_{2}+2S\rightarrow 2MgO+2H_{2}S+O_{2}} }
{\displaystyle \mathrm {2Mg(OH)_{2}+2Se\rightarrow 2MgO+2H_{2}Se+O_{2}} }
{\displaystyle \mathrm {6Mg(OH)_{2}+4P\rightarrow 6MgO+4PH_{3}+3O_{2}} }
Комплексоутворення з неорганічними лігандами для катіона Mg2+ нехарактерне (нестійкі комплекси з оксигеновмісними молекулами відомі для галогенідів магнію), тож в лугах Mg(OH)2 нерозчинний.

## Застосування

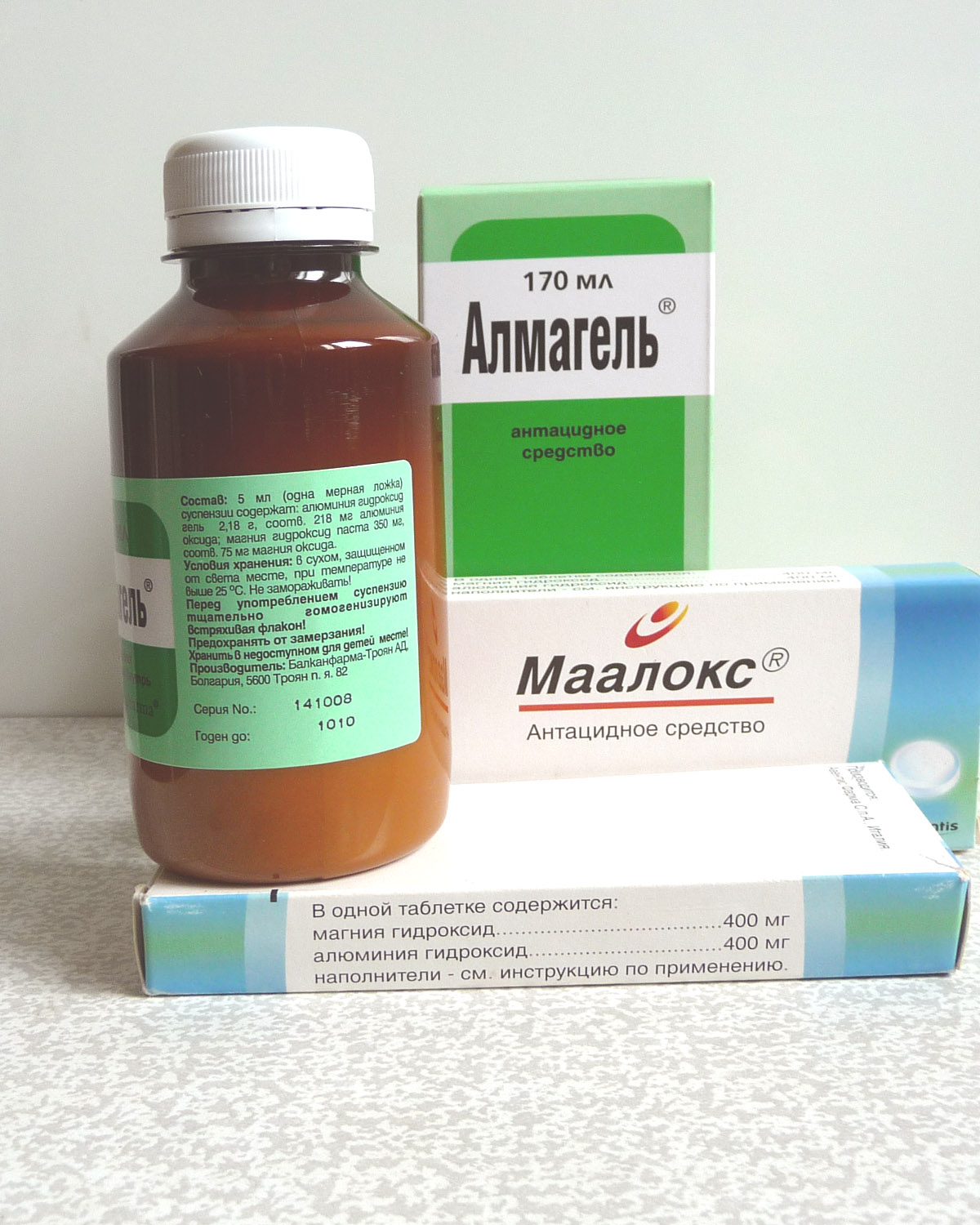
Препарати «Маалокс» та «Альмагель»

Гідроксид магнію застосовується як проміжна сполука в синтезі металевого магнію. Застосовується для очистки цукру, води у котельнях, у виготовленні зубних паст.
У харчовій промисловості застосовується як харчова добавка E528.

### У медицині
Гідроксид магнію широко використовується як антацидний засіб при підвищеній кислотності шлункового соку (при гастритах, виразковій хворобі шлунку та дванадцятипалої кишки). Входить до складу препарату «Маалокс» (акронім від «магній алюміній оксид»), а також його аналога «Альмагелю», які знижують кислотність. 
Нейтралізуючи хлоридну кислоту, що міститься у шлунку, перетворюється на хлорид магнію, який має послаблюючу дію. Застосовується при отруєнні кислотами та сполуками арсену.